# Serguei Bernstein
Serguei Bernstein (rus: Сергей Натанович Бернштейн)  (Odessa, 22 de febrer de 1880 (Julià) - Moscou, 26 d'octubre de 1968) va ser un matemàtic rus.

## Vida i Obra
Bernstein va néixer a Odessa, fill d'un metge jueu professor de la Universitat Imperial Novorossiysk. El 1898 va acabar la seva educació secundària i va anar a estudiar a la Sorbona de París. El curs 1902-03 va anar a la universitat de Göttingen, en la qual Hilbert el va encoratjar a treballar sobre el dinovè problema de Hilbert sobre les solucions de les equacions diferencials parcials el·líptiques de segon ordre. El 1904 va retornar a París, on va defensar la seva tesi de doctorat en la qual feia una importat contribució a la solució del dinovè problema de Hilbert.
El seu retorn a Rússia va ser a Sant Petersburg. on no va trobar una feina permanent, excepte unes classes al Col·legi Politècnic Femení, recentment creat. El 1907 va ser nomenat professor de la universitat de Jarkov. El 1933 va tornar Sant Petersburg, on va treballar a l'Acadèmia Soviètica de Ciències i a la universitat de Leningrad. En començar la Segona Guerra Mundial el 1941, Bernstein i altres acadèmics va ser evacuats de Leningrad i el 1943 va fixar la seva residència a Moscou on va treballar de professor de la universitat de Moscou i al Institut Steklov de Matemàtiques fins que es va retirar el 1957.
L'obra de Bernstein connecta tres camps de les matemàtiques: la teoria de les equacions diferencials, la teoria de l'aproximació i la teoria de la probabilitat.